# Tibellus minor
Tibellus minor là một loài nhện trong họ Philodromidae.
Loài này thuộc chi Tibellus. Tibellus minor được Roger de Lessert miêu tả năm 1919.